# Roodoogmakikikker
De roodoogmakikikker of roodvoetmakikikker (Agalychnis callidryas) is een kikker uit de familie Phyllomedusidae. De kikker werd lange tijd tot de familie boomkikkers gerekend, zodat in veel literatuur deze verouderde situatie wordt vermeld.
De roodoogmakikikker is een van de bekendste kikkers door de uitzonderlijk bonte kleuren en kleurpatronen. De kikker wordt veel afgebeeld op boekomslagen en is populair in de handel in exotische dieren. De roodoogmakikikker heeft een lichtgroene bovenzijde van de rug en kop en een witte buik. De ogen zijn helderrood, de tenen en vingers zijn oranje tot rood van kleur en de flanken en delen van de poten zijn blauw met gele strepen.
De roodoogmakikikker komt voor in delen van Midden-Amerika en leeft in tropische regenwouden. Het is een boombewoner die 's nachts actief is en zich overdag verstopt tussen de bladeren.
De kikker zet de eieren niet in het water af, maar plakt deze onder bladeren die boven het water hangen. Als de larven uit het ei kruipen vallen de kikkervisjes in het water waar ze zich verder ontwikkelen tot kleine kikkertjes.
De roodoogmakikikker leeft van insecten en andere kleine ongewervelden. Belangrijke vijanden zijn verschillende soorten vogels en reptielen zoals slangen.

## Naamgeving en taxonomie
De roodoogmakikikker wordt ook wel roodoogboomkikker of roodogige boomkikker genoemd. De kikker dankt het eerste deel van zijn Nederlandstalige naam aan de helderrode ogen, en het tweede deel aan het feit dat de soort tot de makikikkers behoort. Er zijn twee geslachten waarvan de vertegenwoordigers zo worden genoemd, naast de soorten uit het geslacht Agalychnis worden ook soorten uit het geslacht Phyllomedusa met makikikker aangeduid.
De wetenschappelijke naam Agalychnis callidryas wordt uitgesproken als aagalieg-nis kallie-drie'as. De wetenschappelijke soortnaam callidryas betekent vrij vertaald prachtige boomnimf; het Griekse 'kallos' betekent prachtig en 'dryas' betekent boomnimf.
De soort werd voor het eerst wetenschappelijk beschreven door Edward Drinker Cope in 1862. Oorspronkelijk werd de naam Hyla callidryas gebruikt. Pas later werd de soort tot het geslacht Agalychnis gerekend. De kikker is ook beschreven als Phyllomedusa callidryas, maar dit is weer teruggedraaid.

## Verspreiding en habitat

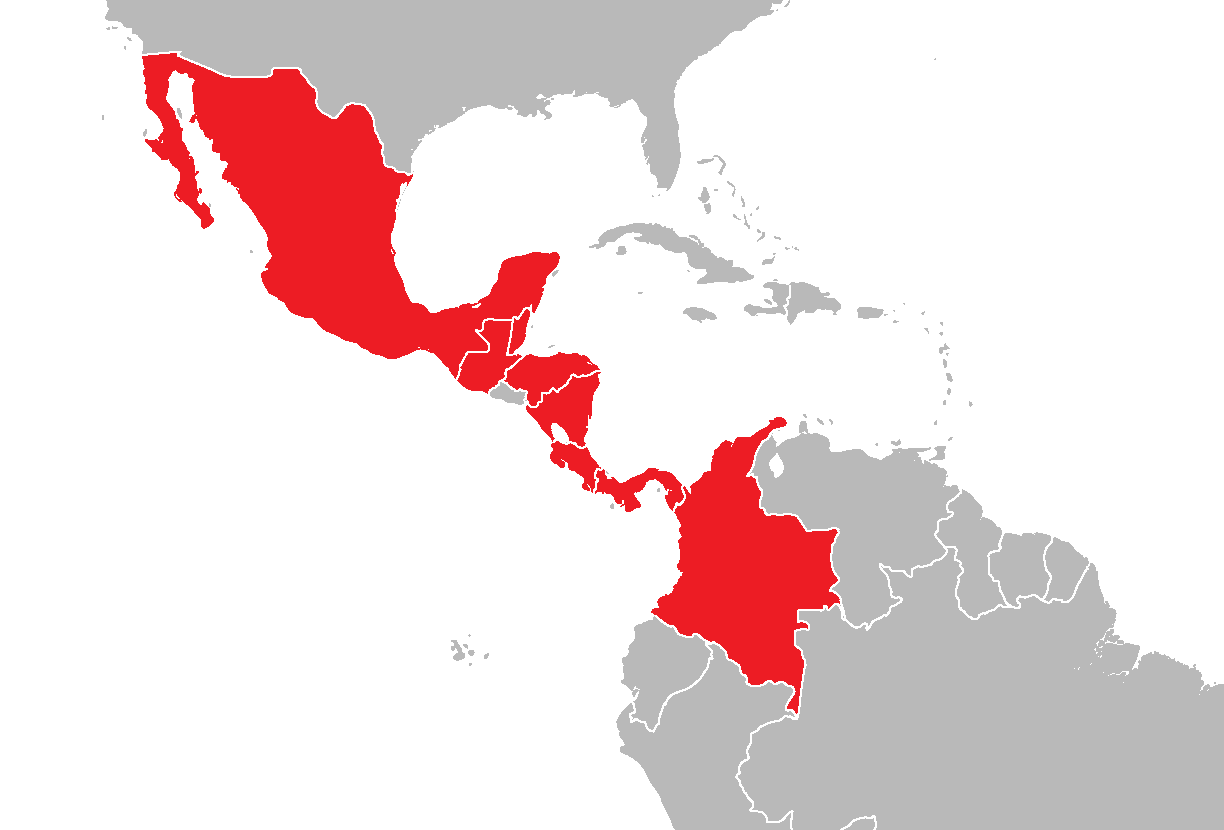
Verspreidingsgebied in het rood, alleen de landen waar de soort voorkomt zijn aangegeven en niet het exacte verspreidingsgebied.

De roodoogmakikikker komt voor in zuidoostelijk Mexico via Honduras en het Caribische kust tot aan de Colombiaanse grens met Panama, inclusief Belize, Nicaragua, Costa Rica en Guatemala.
De roodoogmakikikker leeft in warme en vochtige tropisch regenwouden, met een luchtvochtigheid van boven de 50% en temperaturen rond de 25 graden en 's nachts rond de 20 graden. De soort wordt aangetroffen van laaglanden op zeeniveau tot een hoogte van ongeveer 1250 meter boven zeeniveau.
Er is enige tolerantie voor gebieden die door de mens zijn aangepast. Dit maakt de soort minder kwetsbaar dan kikkers die hier niet kunnen leven en verdwijnen als de leefomgeving verandert. De roodoogmakikikker kan voorkomen in secundaire bossen en ook in delen van het bos waar een deel van de bomen is weggekapt zijn geschikt. Er moeten altijd wateren in de buurt zijn waar de eieren kunnen worden afgezet. Gebieden waar alle bomen worden gekapt zijn niet langer geschikt als leefgebied.
De roodoogmakikikker wordt door de wereldwijd erkende natuurbeschermingsorganisatie IUCN beschouwd als veilig (LC of Least Concern) De soort wordt niet internationaal beschermd. In veel van de parken waar de kikker voorkomt wordt de soort lokaal echter vaak wel beschermd. In het CITES-verdrag staat de kikker vermeld op bijlage II, wat betekent dat voor ieder exemplaar dat wordt geëxporteerd een vergunning benodigd is.

## Uiterlijke kenmerken

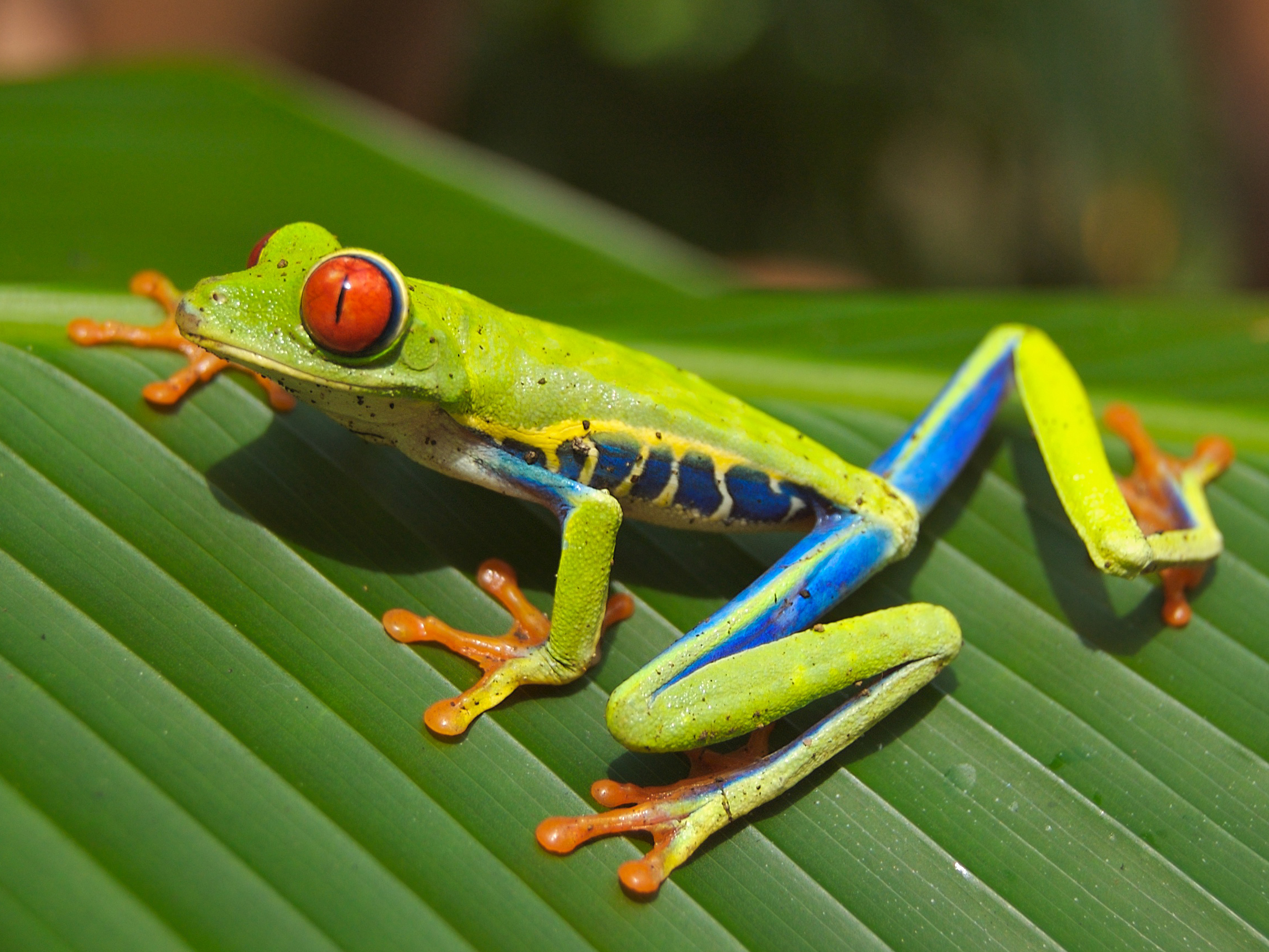
Deze afbeelding toont duidelijk de verschillende kleurvlakken van het lichaam.

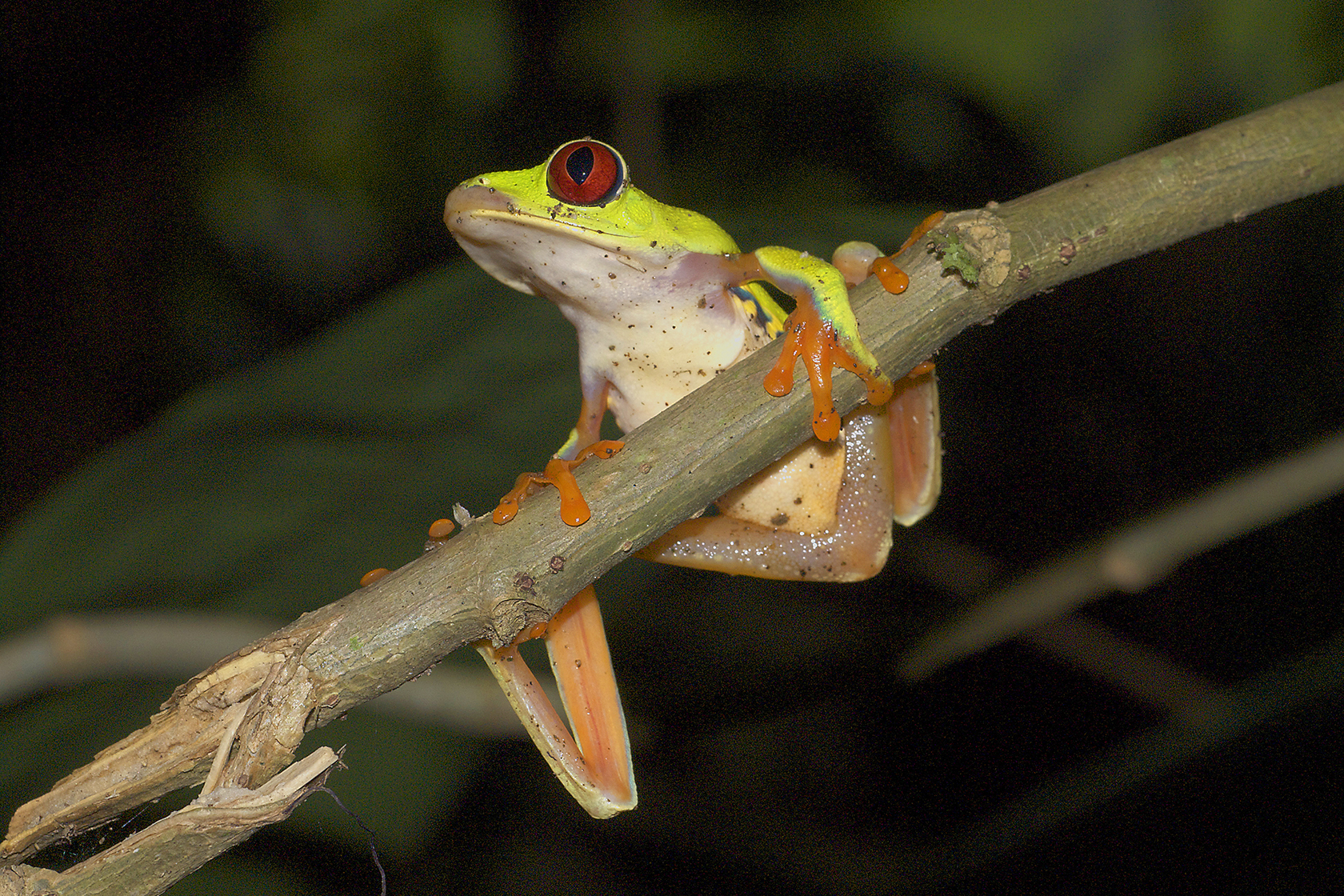
De poten zijn lang en dun en hebben vergrote hechtschijven.

Foto's van deze kikkers sieren vele boekomslagen vanwege de zeer sterk afstekende kleuren en patronen. Ook in de handel in exotische dieren is de soort gewild om de kleurenpracht, veel dieren zijn in gevangenschap bestudeerd waardoor veel over de kikker bekend is.
De roodoogmakikikker is een middelgrote soort die een lichaamslengte bereikt van ongeveer zeven centimeter. De vrouwtjes kunnen een lengte tot ongeveer 7,5 centimeter bereiken en de mannetjes blijven ongeveer een derde kleiner en worden tot 5 cm lang.
Het lichaam is verdeeld in verschillende kleurvlakken, de bovenzijde is heldergroen met enkele kleine witte vlekjes. De kleur van de rugzijde kan soms neigen naar blauwig tot geelgroen. De buikzijde is wit van kleur. De flanken hebben een blauwe kleur, met een gele omzoming en gele dwarsstrepen. De flanken zijn door de gele strepen verdeeld in blauwe vlakken. De blauwe kleur is meestal helder donkerblauw, maar kan ook lichter van kleur zijn.
De lichaamskleur kan veranderen naar donkergroen of juist naar een bruingroene kleur als gevolg van de gemoedstoestand van de kikker. Gestreste dieren zijn bijvoorbeeld altijd donkerder van kleur. De rugzijde heeft nooit een tekening zoals bij sommige andere makikikkers het geval is. Jonge makikikkers zijn bruin van kleur en worden pas groen als ze de volwassenheid hebben bereikt.
De kop is groen van kleur met kleine witte vlekjes aan de bovenzijde. De bek is breed, de randen rond de bek (de 'lippen') zijn geel van kleur, de keel is grijswit tot wit en niet gevlekt. Wat direct opvalt aan de kop zijn de helderrode ogen, die duidelijk uittorenen boven de kop. De ogen hebben een zwarte buitenrand, bij de roodoogmakikikker valt deze omzoming niet zo op vanwege de rode oogkleur. Bij veel andere makikikkers zijn de ogen lichtgeel gekleurd en is de zwarte omzoming veel prominenter. De ogen zijn relatief groot, net als bij andere nachtactieve kikkers het geval is. De pupil is verticaal en spleetvormig, ook dit is een aanpassing op de nachtactieve levenswijze. Als de kikker rust schuift een membraanachtig ooglid over het oog en is de rode kleur niet te zien.
De poten zijn geel gekleurd aan de binnenzijde, de bovenarmen- en benen van de poten zijn blauw van kleur, evenals de onderzijde van de onderarm- en been. De bovenzijde van de armen en benen is groen van kleur. De vingers en tenen zijn oranjerood tot rood van kleur. De roodoogmakikikker heeft relatief dunne poten, in tegenstelling tot de meeste verwante soorten ontbreken de vergrote zwemvliezen tussen de tenen. Veel in bomen levende kikkers gebruiken deze vliezen, die oorspronkelijk dienen om beter te zwemmen, als vergroot pootoppervlak zodat ze beter in bomen kunnen klimmen. De kikker is een uitstekende klimmer die sterk vergrote hechtschijven bezit. De vergrote hechtschijven ondersteunen niet alleen het vermogen om goed te klimmen, maar spelen ook een rol in de afzet van de eieren. Hierbij moet het vrouwtje, met het mannetje op haar rug, aan de onderzijde van een blad het legsel afzetten en het gehele wicht van het paartje dragen.
De vingers zijn lang en dun en erg beweeglijk zodat de kikker zich stevig vast kan houden. De duim is opponeerbaar, dit betekent dat de vingers zich om een tak kunnen krommen waarbij ze elkaar aanraken.

### Onderscheid met andere soorten

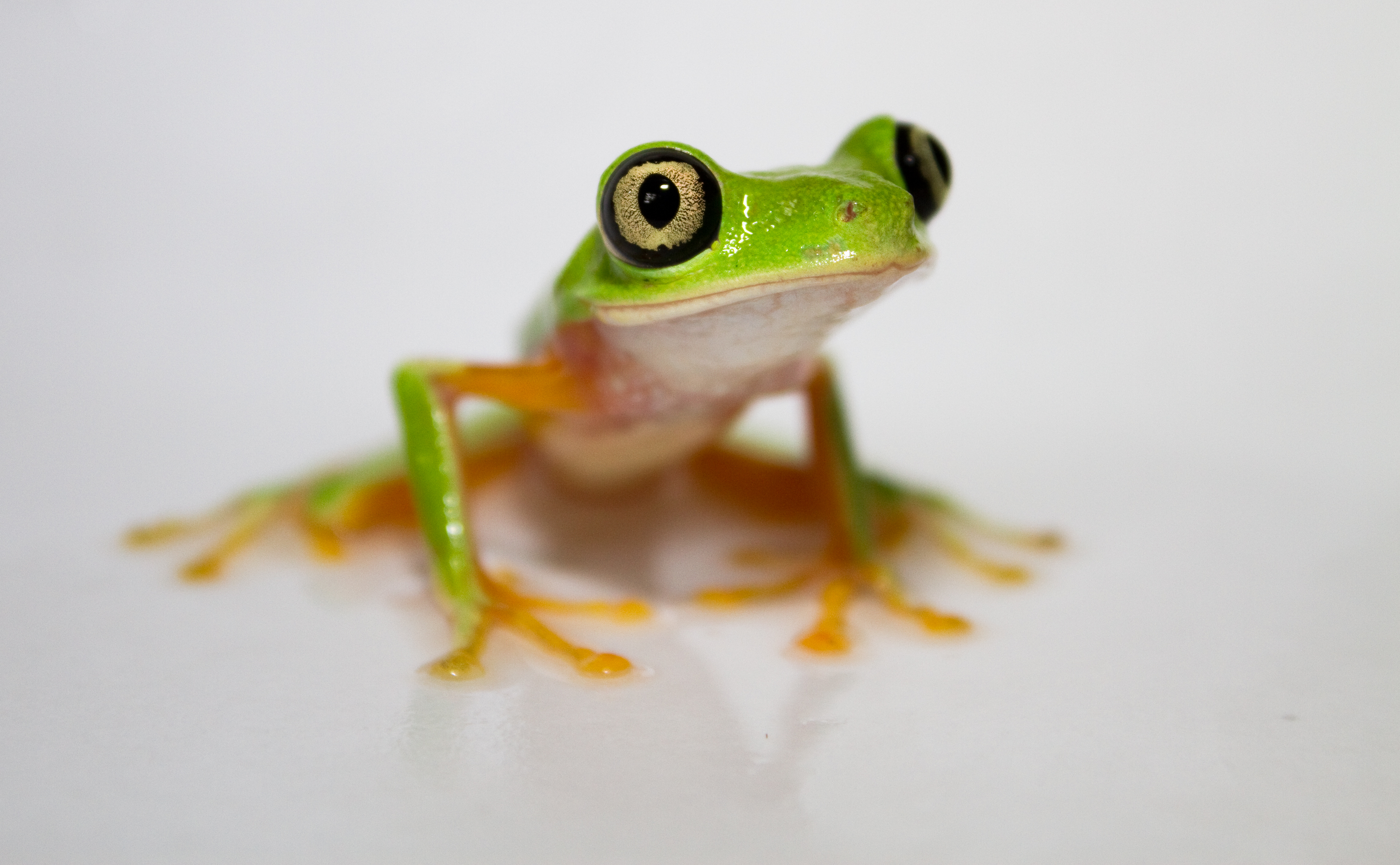
De meeste makikikkers hebben gele, zwartomrande ogen, afgebeeld is Agalychnis lemur.

De roodoogmakikikker is door zijn kleuren gemakkelijk van andere kikkers te onderscheiden. Een uitzondering vormen enkele andere makikikkers uit het geslacht Agalychnis waartoe de soort behoort. Voornamelijk de lichaamsbouw is sterk gelijkend, aan de hand van bepaalde kenmerken zijn de meeste geslachtsgenoten goed te onderscheiden.
Vooral de soort Agalychnis annae is te verwarren, deze soort heeft echter veel meer blauw aan de flanken en de tenen en vingers zijn eveneens blauw van kleur. Op de flanken zijn geen gele strepen aanwezig en de ogen zijn geel en nooit rood. Een aantal soorten is te herkennen aan de wrattige, ruwe huid wat bij de roodoogmakikikker nooit voorkomt, voorbeelden zijn de soorten Agalychnis buckleyi, Agalychnis granulosa, Agalychnis hulli en Agalychnis medinae.
Bij andere soorten ontbreekt de blauwe kleur geheel, zoals voorkomt bij Agalychnis aspera, Agalychnis buckleyi en Agalychnis psilopygion. Agalychnis saltator lijkt sterk op de roodoogmakikikker, maar heeft een duidelijke marmertekening op de rug. Vrijwel alle soorten uit het geslacht Agalychnis zijn te onderscheiden aan de ogen; de meeste soorten hebben een gele oogkleur die vaak sterk zwart omrand is. Agalychnis spurrelli heeft donkerrode ogen en Agalychnis dacnicolor heeft zwarte ogen met kleine witte vlekjes.

## Voedsel en vijanden

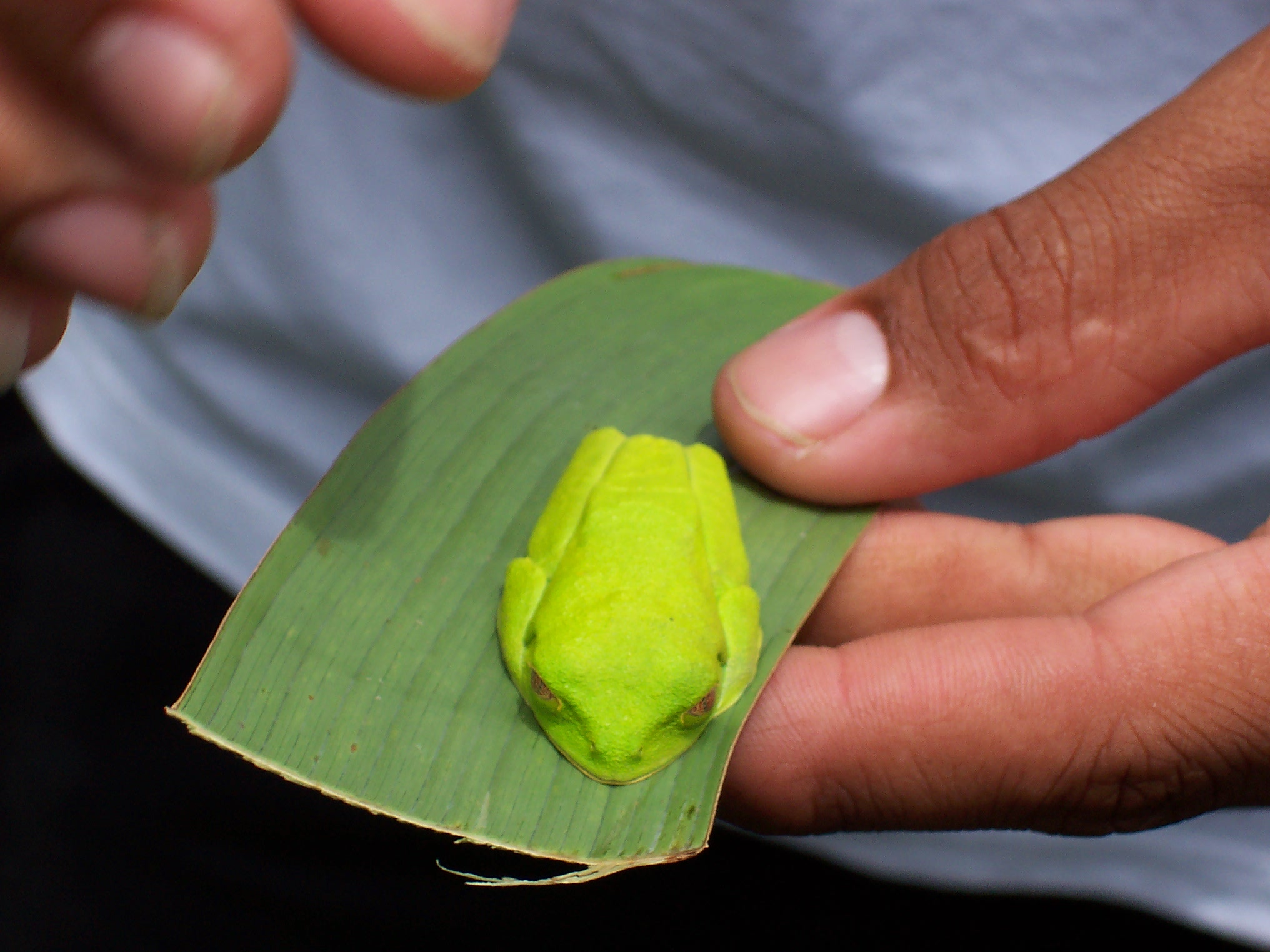
Een rustend exemplaar toont geen felle kleuren.

De roodoogmakikikker is een carnivoor en meer specifiek een insectivoor. Het voedsel bestaat uit allerlei kleine geleedpotigen, met name vliegende insecten als vliegen, motten en krekels. Soms worden ook wel kleine gewervelde dieren gegeten, zoals kleine kikkers. Jongere kikkertjes eten wat kleinere prooien dan de volwassen exemplaren. Tijdens het jagen bevindt het dier zich meestal hoog in bomen of struiken. De roodoogmakikikker kan worden aangetroffen tot een hoogte van 15 meter boven de bodem. De kikker kan als het moet ook uitstekend zwemmen. De soort is nachtactief en schuilt overdag als er gerust wordt aan de onderkant van een blad.
De meeste kikkers kennen een zeer goede camouflage, ze zijn meestal groen tot bruin van kleur. Sommige soorten hebben juist felle kleuren om vijanden te waarschuwen dat ze giftig zijn, zoals de pijlgifkikkers (Dendrobatidae). De roodoogmakikikker heeft beide eigenschappen. Als een kikker op een blad rust ziet het dier er uit als een onopvallende 'groene klodder' en is moeilijk te zien. De ogen zijn gesloten en de rode kleur is dan niet zichtbaar, omdat de poten zijdelings tegen het lichaam worden gehouden zijn ook de felgekleurde flanken niet zichtbaar. Als het dier wordt verstoord worden de poten bewogen en de ogen gaan open, waardoor plotseling de felle kleuren tevoorschijn komen. Dit kan een vijand enkele seconden doen twijfelen waardoor de kikker snel kan ontsnappen. Een dergelijk gebruik van de lichaamskleuren wordt wel een schrikkleur genoemd.
Niet alleen de kikkers maar ook hun eieren worden gegeten door verschillende dieren. Vijanden van de eieren kunnen wespen zijn, maar ook sommige slangen jagen op de eieren. De larven kunnen het ei voortijdig verlaten als ze worden aangevallen door slangen. Een voorbeeld van een slangensoort die de eieren van de kikker eet is de gladde slang Leptodeira septentrionalis. De larven zijn in staat om de vibraties van een etende slang te onderscheiden van andere omgevingsomstandigheden die trillingen veroorzaken, zoals een storm. De embryo's kunnen bij een aanval van een slang niet uit het ei sluipen als ze nog onderontwikkeld zijn. De embryo's blijven bij voorkeur nog enige dagen langer dan noodzakelijk in het ei omdat ze dan iets verder in hun ontwikkeling zijn. Hierdoor zijn ze minder kwetsbaar voor predatoren die in het water leven. Ze geven deze voorsprong op bij een aanval van een slang en verlaten binnen enkele minuten allemaal het ei om predatie te voorkomen. Bij een aanval van een slang komen alle larven tegelijkertijd tevoorschijn, omdat de slang het gehele legsel in één keer zal proberen op te eten. Bij een aanval van een veel kleinere wesp echter komen alleen de larven die zich in de buurt van het gepredeerde ei bevinden tevoorschijn.
Daarnaast eten de larven van bepaalde vliegen van de eieren en ook apen consumeren de eimassa's. De kikkervisjes worden gegeten door verschillende waterdieren, zoals insecten en de larven, vissen en kreeftachtigen. Ze kunnen ook ten prooi vallen aan spinnen. Vijanden van de volwassen kikkers zijn voornamelijk slangen en vogels, daarnaast vallen ze soms ten prooi aan vleermuizen.

## Voortplanting en ontwikkeling

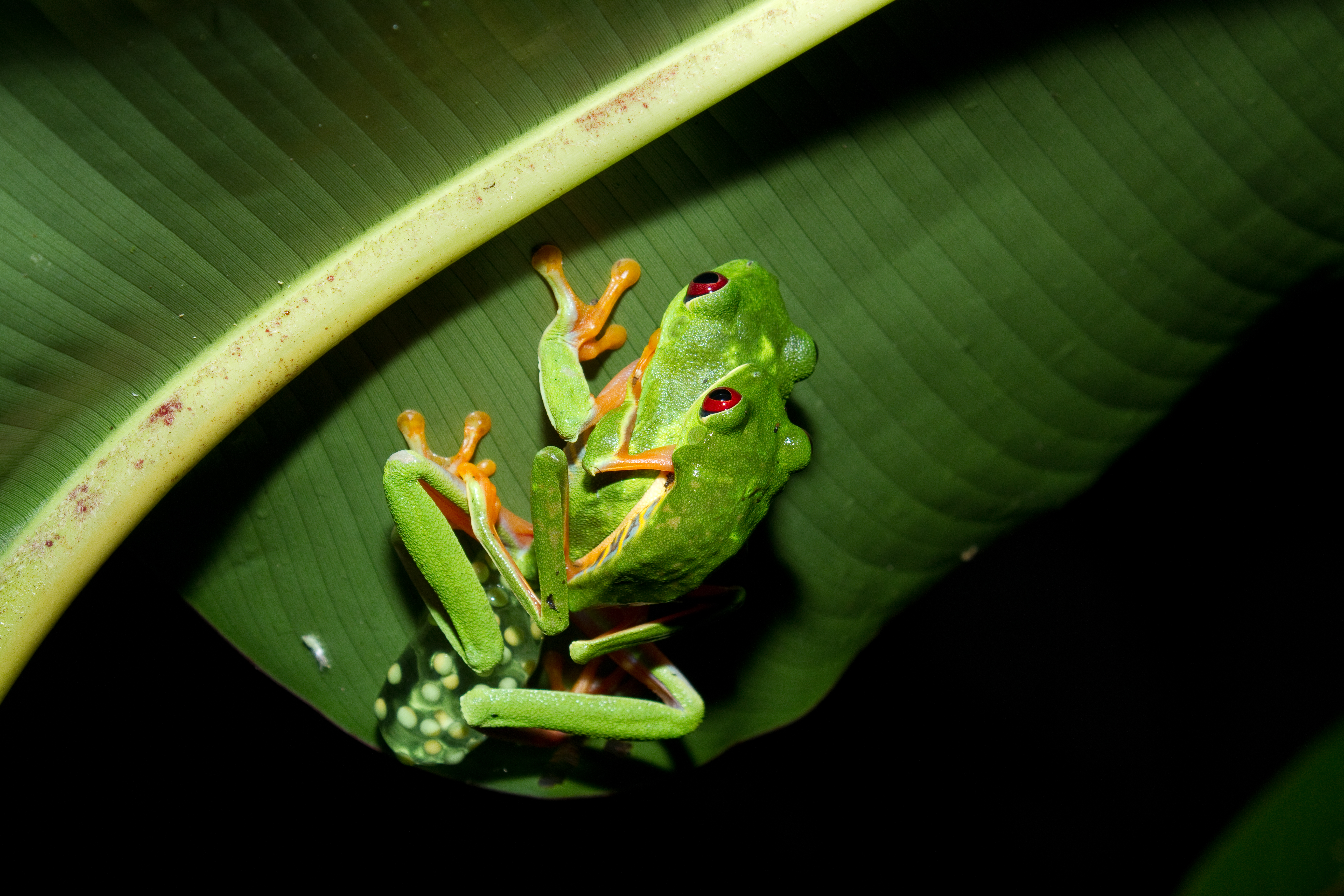
Afzet van de eieren onder een blad.

Als de eerste grote regenbui van het regenseizoen is geweest, komen de kikkers massaal tevoorschijn. De mannetjes kwaken om vrouwtjes te lokken en zitten op een vaste stek, vrouwtjes zwerven rond tot ze een geschikte partner hebben gevonden.
De roodoogmakikikker kan zich het gehele jaar door voortplanten, maar meestal vindt de paring plaats in het regenseizoen. Rond de voortplantingstijd is de relatieve luchtvochtigheid hoger; ongeveer 80 - 90%, waardoor de eitjes minder snel uitdrogen.

### Balts
Mannetjes gebruiken hun kwaakblaas om de vrouwtjes te lokken. Ze maken een geluid dat enigszins lijkt op chock-chock. De mannetjes beconcurreren elkaar om een vrouwtje, ze proberen elkaar te intimideren door trillingen te veroorzaken in de tak waarop ze zich bevinden. Een mannetje kan hiermee aan andere mannetjes in zijn directe buurt en op dezelfde plant zijn grootte en bedoelingen tonen. Ze gaan hiertoe hoog op de poten staan en bewegen hun achterpoten snel op- en neer waardoor het takje waar ze zich op bevinden hevig gaat trillen. Dit dient om andere mannetjes te imponeren en ze op afstand te houden. Dit gedrag van mannetjes die elkaar middels vibraties proberen af te troeven is alleen bekend van de soorten uit het geslacht Agalychnis.
Van andere kikkers is ook wel bekend dat ze trillingen produceren, zoals de schuimnestboomkikker Polypedates leucomystax. Hierbij zijn het echter de vrouwtjes die trillingen met hun tenen veroorzaken om mannetjes te lokken.
De mannetjes vechten soms waarbij ze elkaar omklemmen en elkaar soms van de takken af werpen. Het mannetje klimt op de rug van een geschikte partner, wat de amplexus wordt genoemd. Als het vrouwtje haar eitjes afzet loost het mannetje zijn sperma over de eieren waardoor ze worden bevrucht. De amplexus kan meer dan een dag duren.

### Eieren

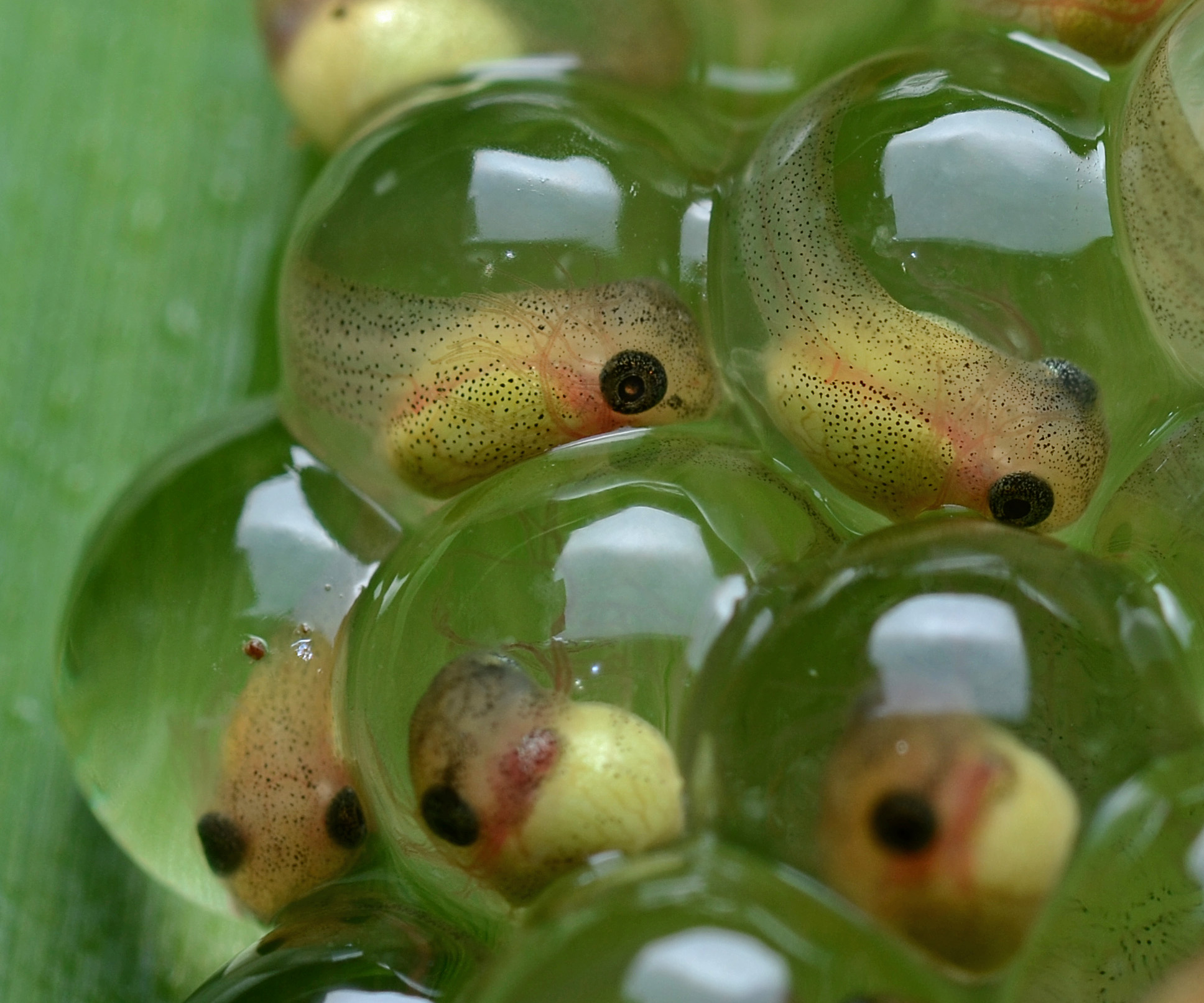
Deze embryo's zijn bijna volgroeid.

Een vrouwtje produceert in totaal ongeveer tussen 50 en 100 eieren, die verdeeld in verscheidene legsels in een geleiachtige massa worden afgezet. De eieren zijn rond van vorm en hebben een groene kleur. Ze hebben een doorsnede van ongeveer 2 tot 3 millimeter. Naarmate de ontwikkeling van de eieren vordert worden ze geel van kleur. De eiermassa wordt altijd tegen de onderzijde van boven het water hangende bladeren geplakt. Dit is nog een hele toer omdat het vrouwtje met haar zuignappen het gewicht van haarzelf en het mannetje moet dragen. Na ieder legsel moet het vrouwtje het water opzoeken om haar blaas te vullen. Het water is benodigd om de eieren te bevochtigen zodat deze opzwellen en een geleiachtige massa vormen. Als een vrouwtje haar eieren niet bevochtigt met het water uit haar blaas drogen ze uit en zijn niet levensvatbaar.
Het mannetje zit gedurende deze tochten van de eierafzetplaatsen naar het water op de rug van het vrouwtje. Het kan voorkomen dat andere mannetjes zich aan het vrouwtje klampen om het mannetje op haar rug te verjagen en zijn plaats in te nemen. Ook kunnen verscheidene mannetjes tegelijkertijd proberen de eitjes te bevruchten op het moment dat deze worden afgezet. De meeste kikkers leggen hun eieren direct in het water en kennen dit probleem niet.
De eieren worden meestal niet in het blad gevouwen, zodat een soort envelop ontstaat, zoals voorkomt bij de verwante kikkers uit het geslacht Phyllomedusa.
De bladeren die als afzetplaats dienen hangen altijd boven het water en dit is geen toeval, de larven kunnen zich namelijk niet in hun dril onder een blad ontwikkelen. Ze hebben zoet oppervlaktewater nodig om hun larvale ontwikkeling te voltooien voordat ze kunnen veranderen in een kleine kikker. De eieren kunnen tot een hoogte van vier meter boven het water worden afgezet. Bij een gebrek aan bladeren kunnen ook takken worden gebruikt.
Als de embryo's volledig zijn ontwikkeld vangt het larvestadium aan. De duur van de embryonale ontwikkeling loopt uiteen van zes tot tien dagen, de meeste larven komen na zeven dagen uit het ei. De larven bewegen zich in het ei tot dit scheurt, de larven komen binnen een tijdsbestek van enkele dagen allemaal uit. Ze vallen samen met het vocht in de eieren naar beneden.

### Larven

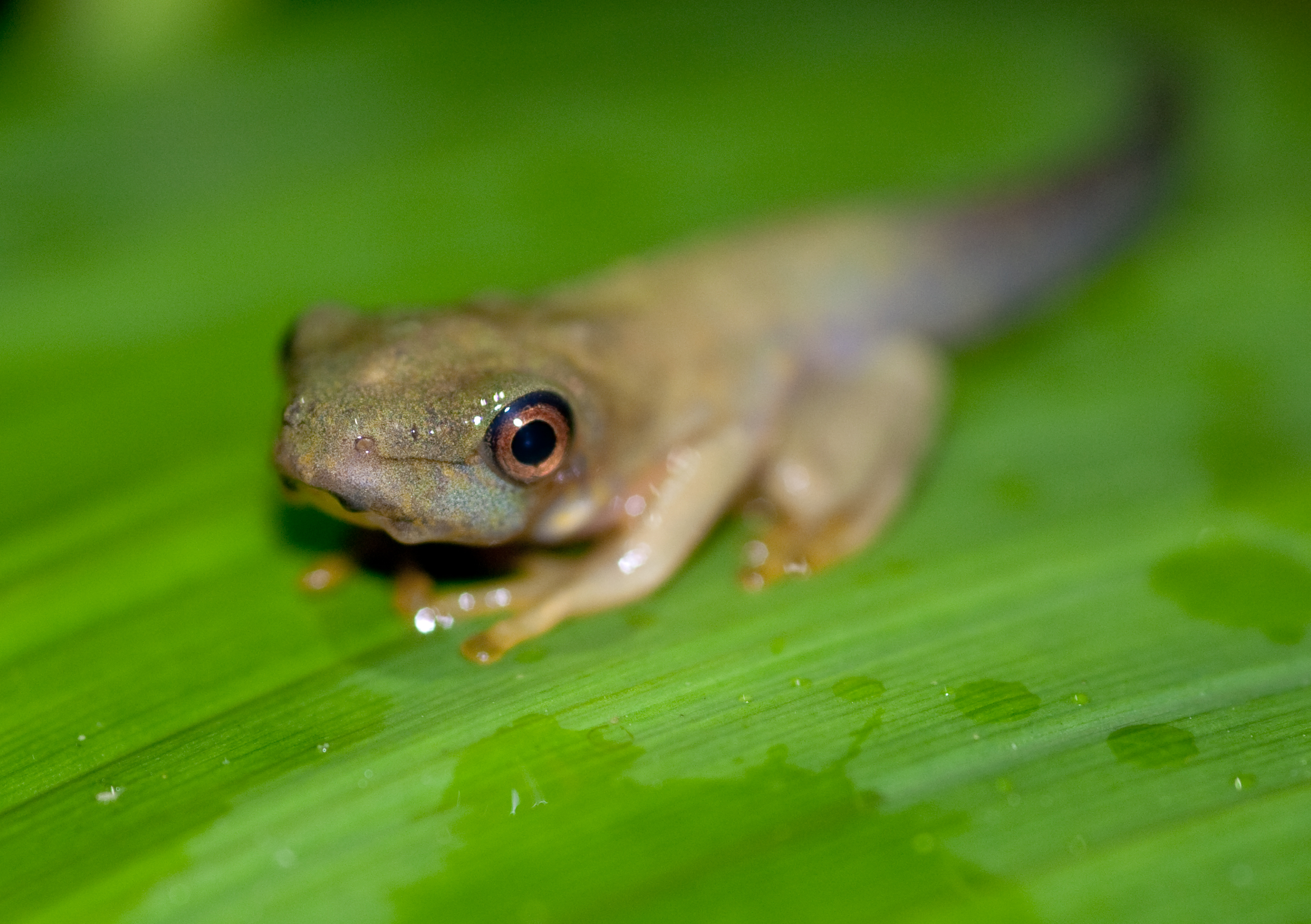
Bijna volgroeide larve.

De kikkervisjes vallen na het uitkomen in het water waar ze zich verder ontwikkelen tot kleine kikkertjes. Als de larven uitsluipen hebben ze een lichaamslengte van ongeveer 1,2 centimeter.
Het kikkervisje laat zich als het in het water valt direct naar de bodem zakken en zwemt later naar boven. Als een kikkervisje op het land terechtkomt kan deze zich met behulp van de staart naar het water kronkelen. Exemplaren die aan het blad blijven plakken of op de bodem terechtkomen worden soms door een regenbui naar het open water vervoerd. De larven kunnen het tot 20 uur uithouden op het land.

### Juvenielen
De kleine kikkertjes hebben de eerste tijd nog een kleine staart, die langzaam wordt opgenomen in het lichaam. De jonge kikkers zijn ongeveer een centimeter lang en hebben nog geen groene kleur. De eerste tijd zijn ze nog bruin van kleur en pas later worden ze groen. Na een jaar zijn de jonge kikkers volwassen. In het wild kan de roodoogmakikikker een leeftijd van meer dan vier jaar bereiken.

## Relatie met de mens
De roodoogmakikikker is vanwege zijn herkenbaarheid een van de meest bekende kikkers ter wereld. De makikikker wordt ook beschouwd als een van de meest decoratieve soorten. De kikker heeft niet alleen heldere kleuren, maar tevens sterk afstekende kleurvlakken bestaande uit groene, gele, blauwe en rode kleuren. De roodoogmakikikker wordt hierdoor beschouwd als een van de mooiste kikkers.
De kikker is door zijn felle kleurenpalet erg fotogeniek, maar ook de lichaamsverhoudingen en -kenmerken dragen hieraan bij. De grote kop met de bolle rode ogen en de katachtige pupil zorgen voor een aandoenlijke verschijning, de zeer dunne pootjes versterken dit nog eens. De kikker wordt vaak afgebeeld op boekomslagen over uiteenlopende onderwerpen, van gespecialiseerde boeken over amfibieën tot reisgidsen en boeken over de natuur. Verder is de kikker afgebeeld op de meest uiteenlopende voorwerpen, variërend van koffiemokken tot logo's en T-shirts.

### In gevangenschap
Sommige kikkers worden als exotisch huisdier in gevangenschap gehouden. De roodoogmakikikker is een nachtdier dat zich overdag niet veel laat zien en zich het liefst verstopt. De soort is vanwege de kleurenpracht echter populair, de kikker is relatief goedkoop.
De roodoogmakikikker moet in een ruim terrarium worden gehuisvest, als er meerdere mannetjes in een enkel terrarium worden gehouden moeten ze minstens een halve meter van elkaar kunnen zitten. Als de dieren te dicht op elkaar worden gehouden raken ze gestrest en worden uiteindelijk ziek. Ook parasitaire ziekten of een ongeschikte leefomgeving veroorzaakt ziektebeelden. Een te koude of juist te warme maar ook een te droge of vochtige omgeving veroorzaken ziekteverschijnselen waarbij de dieren niet lang overleven. Net als alle kikkers is deze soort gevoelig voor tocht.
Makikikkers hebben behoefte aan een dicht beplant terrarium, de planten moeten grote bladeren dragen. De kikkers gebruiken de bladeren om onder te slapen en voor de afzet van de eitjes. Er dient dagelijks geneveld te worden om een hoge relatieve luchtvochtigheid te handhaven, deze moet altijd minstens 70 procent zijn. De dagtemperatuur dient tussen 24 en 28 graden Celsius te zijn en 's nacht moet deze rond de 20 en 22 graden liggen.
In het terrarium moet ook een met water gevulde schotel of grote drinkbak geplaatst worden. Deze dient als opvangbak voor de larven omdat de eieren boven het water worden afgezet. Daarnaast zitten de kikkers 's nachts graag in het water. De larven moeten zich ontwikkelen in het water en kunnen alleen worden opgekweekt in een aquarium. Het aquarium moet zijn voorzien van waterplanten om de larven van zuurstof te voorzien. De larven moeten gevoerd worden met zeer kleine diertjes.